# Bureau de normalisation
Le Bureau de normalisation ou NBN (anciennement, Institut belge de normalisation ou IBN) est l’organisme national responsable de la réalisation et publication des normes en Belgique.

## Origine
La loi du 3 avril 2003 (publiée au Moniteur belge le 27 mai 2003) relative à la normalisation a créé le Bureau de Normalisation (NBN), organisme public doté de la personnalité juridique, en remplacement de l'Institut belge de normalisation (IBN).

## Missions
- Réaliser une mission générale de recensement des besoins en normes et en documents techniques nouveaux ainsi que des ressources pour les réaliser, et une mission d'évaluation des moyens financiers.
- Examiner et approuver des projets de normes. Puis élaborer, diffuser, promouvoir, surveiller et coordonner des normes et les documents techniques et mesures destinées à en faciliter l'utilisation;
- Gérer les moyens consacrés au développement des compétences scientifiques et techniques dans les matières à normaliser;
- Représenter les intérêts belges dans les instances internationales et européennes de normalisation;
- Créer et dissoudre les comités de normalisation et reconnaitre des opérateurs sectoriels de normalisation suivant des modalités définies par arrêté royal.

## Activités
L'activité de normalisation se situe à la fois sur les plans national, européen et mondial. Un des objectifs est de se rapprocher au maximum des normes mondiales.

### Activités principales
Conformément à l'arrêté royal du 25 octobre 2004 relatif à la réalisation de programmes de normalisation et à l'homologation ou à l'enregistrement de normes (publié au Moniteur belge le 9 novembre 2004), la Belgique distingue les documents de normalisation suivants:
- normes homologuées: normes acceptées par le Bureau de normalisation et homologuées par le Roi. Une enquête publique sur les projets de futures normes homologuées est annoncée par le Bureau de Normalisation au Moniteur belge. La durée de l'enquête est d'au moins 5 mois après l'annonce de l'enquête au Moniteur belge.
- norme enregistrée: document accepté comme norme par le Bureau de normalisation; sa publication constitue la transposition d'un document étranger européen ou international. Des normes enregistrées peuvent être homologuées
- document technique: spécification technique mise au point conformément à une procédure de développement et de consultation, adaptée au but prévu et qui n'a pas le statut formel de norme
- spécification technique: spécification couverte par un document qui détermine les propriétés requises d'un produit, d'un procédé ou d'un service.

Les homologations et enregistrements de normes sont publiés par le NBN au Moniteur belge. C'est également le NBN qui est responsable de la transposition des normes harmonisées européennes en normes nationales en Belgique.

### Collaboration internationale
Le NBN représente la Belgique au niveau européen, comme membre du Comité européen de normalisation (CEN) et au niveau mondial, comme membre de l'Organisation internationale de normalisation (ISO).